# Ceramaster granularis
Ceramaster granularis is een zeester uit de familie Goniasteridae. De wetenschappelijke naam van de soort werd in 1783 gepubliceerd door Anders Jahan Retzius.

## Beschrijving
Ceramaster granularis, die tot 8 cm in doorsnee kan worden, heeft vijf korte armen en een grote centrale schijf. De kleur is rood of oranje. Het mist echter de korte stekels die bij Hippasteria phrygiana wel aanwezig zijn. C. granularis is een hermafrodiet, die zichzelf niet kan bevruchten. De eieren worden op de grond gelegd waar ze zich ontwikkelen tot larven en uiteindelijk uitkomen als kleine zeesterren.

## Verspreiding
De koudwatersoort Ceramaster granularis is de vinden aan beide zijden van de Noord-Atlantische Oceaan en de Noorse fjorden. Het kan worden gevonden op diepten tussen 10 en 100 meter, meestal op harde zeebodem.